# الحزب الحر الفلسطيني
الحزب الحر الفلسطيني حزب سياسي فلسطيني تأسس في تموز 1927 في يافا. يعد من أكبر أحزاب فلسطين قبل النكبة. من مؤسسيه فهمي الحسيني وعبد الرؤوف البيطار وألفرد روك. من الجدير إلى ان الفترة التي تأسس فيها الحزب كانت تشهد شيئا من الركود السياسي في فلسطين.